# Іржи Пароубек
Їржі Пароубек (чеськ. Jiří Paroubek; нар. 21 серпня 1952, Оломоуць, Чехословаччина) — чеський політик, прем'єр-міністр Чехії з 25 квітня 2005 по 16 серпня 2006 року.

## Життєпис
Ще в 1970 році Пароубек вступив в невелику Чехословацьку соціалістичну партію, з якої вийшов у 1986 році.
У 1976 році закінчив Вищу школу економіки в Празі. Після «оксамитової революції» приєднався до Чеської соціал-демократичної партії і незабаром був помічений першим лідером партії Їржі Гораком. Протягом 14 років Пароубек обіймав різні посади в празькій мерії, спеціалізуючись на фінансових питаннях.
У 2001–2003 був заступником партійної організації ЧСДП в Празі, а в 2004 році став міністром регіонального розвитку в уряді Станіслава Гросса.
Після відставки Гросса 25 квітня 2005 став шостим прем'єр-міністром Чехії. У травні 2006 року, незадовго до парламентських виборів, обраний головою ЧСДП.
На парламентських виборах, що відбулися 2 червня 2006, партії довгий час вели переговори про створення правлячої коаліції. Незважаючи на те, що опозиційній ГДП не вдалося отримати більшість у 101 місце в 200 — місцевій нижній палаті парламенту, 16 серпня 2006 новим прем'єр-міністром став Мірек Тополанек. У 2010 році Пароубек пішов з посади керівника ЧСДП.
У жовтні — листопаді 2011 року заснував і очолив партію «Націонал-соціалісти — ліві 21 століття».